# BEA Systems
BEA Systems — американская компания, разработчик связующего программного обеспечения. Создана в 1995 году, в 2008 году за $8,5 млрд поглощена корпорацией Oracle.

## История
Основана 1995 года в Сан-Хосе (Калифорния) бывшими сотрудниками Sun Microsystems Биллом Коулманом (англ. William T. Coleman III), Эдуардом Скоттом (англ. Edward W. Scott) и Альфредом Чуаном (англ. Alfred Chuang), на протяжении всего времени существования штаб-квартира располагалась в Сан-Хосе.
В начале своей деятельности компания стала распространителем связующего программного обеспечения Tuxedo — монитора распределённых транзакций для крупных OLTP-систем. Права на это программное обеспечение, изначально разработанное в 1983 году в AT&T, на момент начала деятельности BEA принадлежали корпорации Novell, но с 1996 года BEA получила исключительные права на распространение продукта, а в дальнейшем большинство сотрудников Novell, занимающихся Tuxedo, перешли в BEA, после чего были формально закреплены и права BEA на продукт.
В 1998 году компания поглотила WebLogic — начинающую компанию из Сан-Франциско, одной из первых реализовавшую спецификацию J2EE, и в дальнейшем под наименованием BEA WebLogic распространяла сервер приложений, разработанный приобретённой компанией. В середине 2000-х годов под маркой Aqualogic компания выпустила на рынок серию программных продуктов поддержки сервис-ориентированной архитектуры (в том числе ESB, BPMS). В 2006 году компания поглотила Plumtree Software, крупного разработчика платформы для построения порталов организаций.
29 апреля 2008 года компания была куплена за $8,5 млрд корпорацией Oracle, благодаря этому приобретению Oracle вышла на первое место на рынке серверов приложений и второе место на рынке связующего программного обеспечения в целом. Акции компании торговались на бирже NASDAQ с тикером BEAS. На момент поглощения в BEA Systems насчитывалось более 4 тыс. служащих, не менее половины из которых работало в Сан-Хосе, а годовой доход компании превышал к $1,5 млрд.